# Sequestro di persona

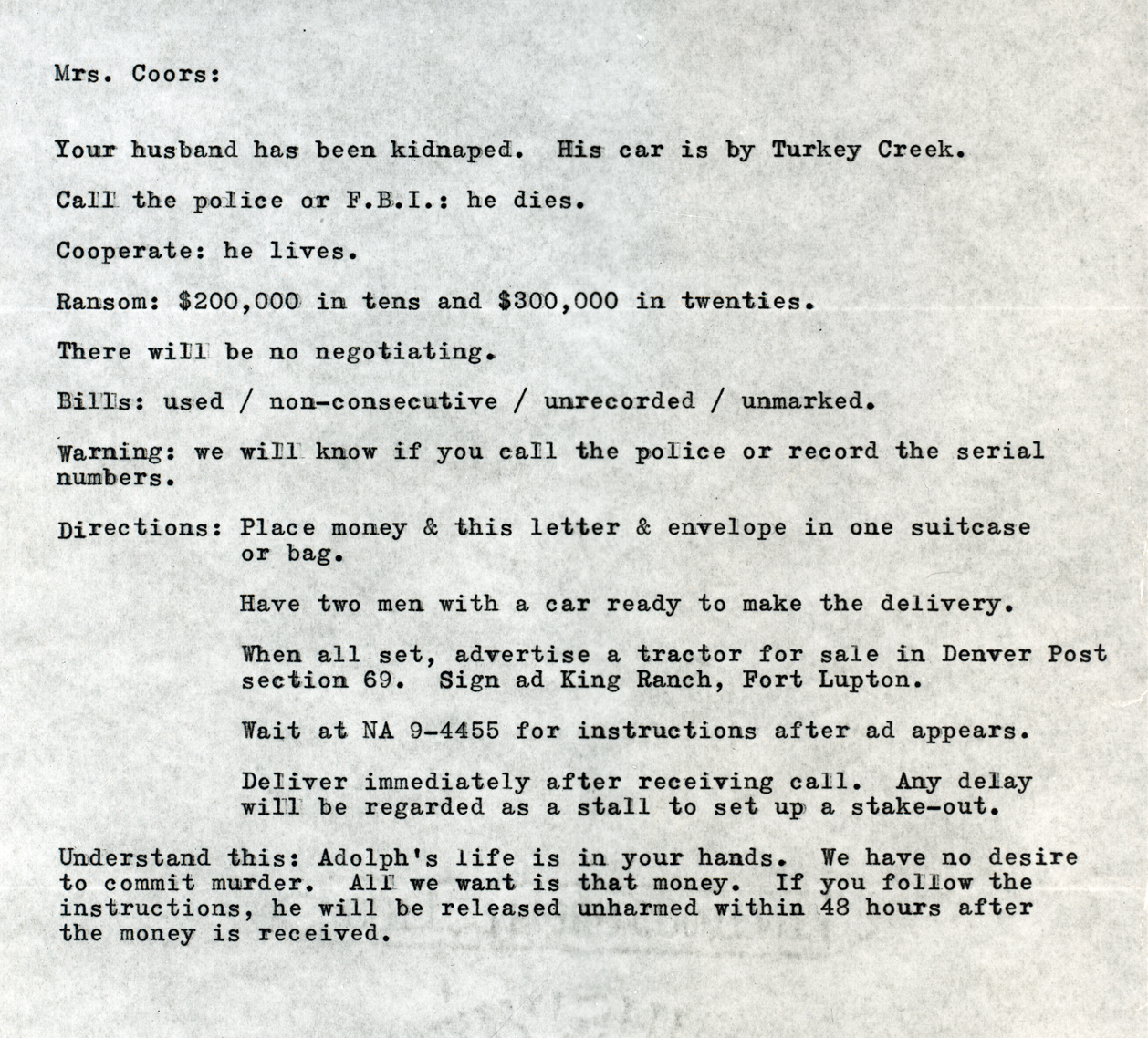
Lettera di riscatto per il rapimento Coors

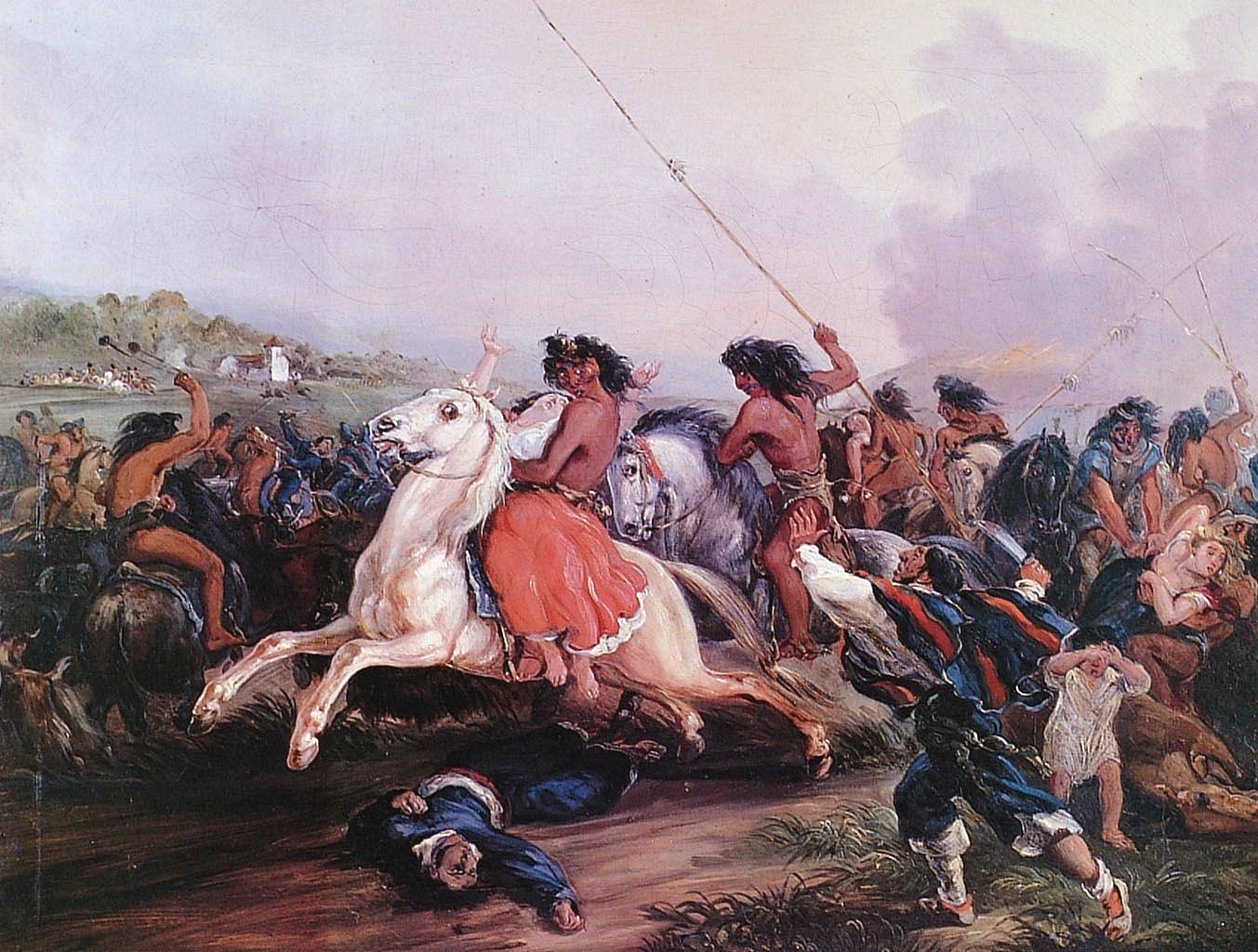
El Malón, di Johann Moritz Rugendas (1802–1858), dipinto storico raffigurante il rapimento di una donna

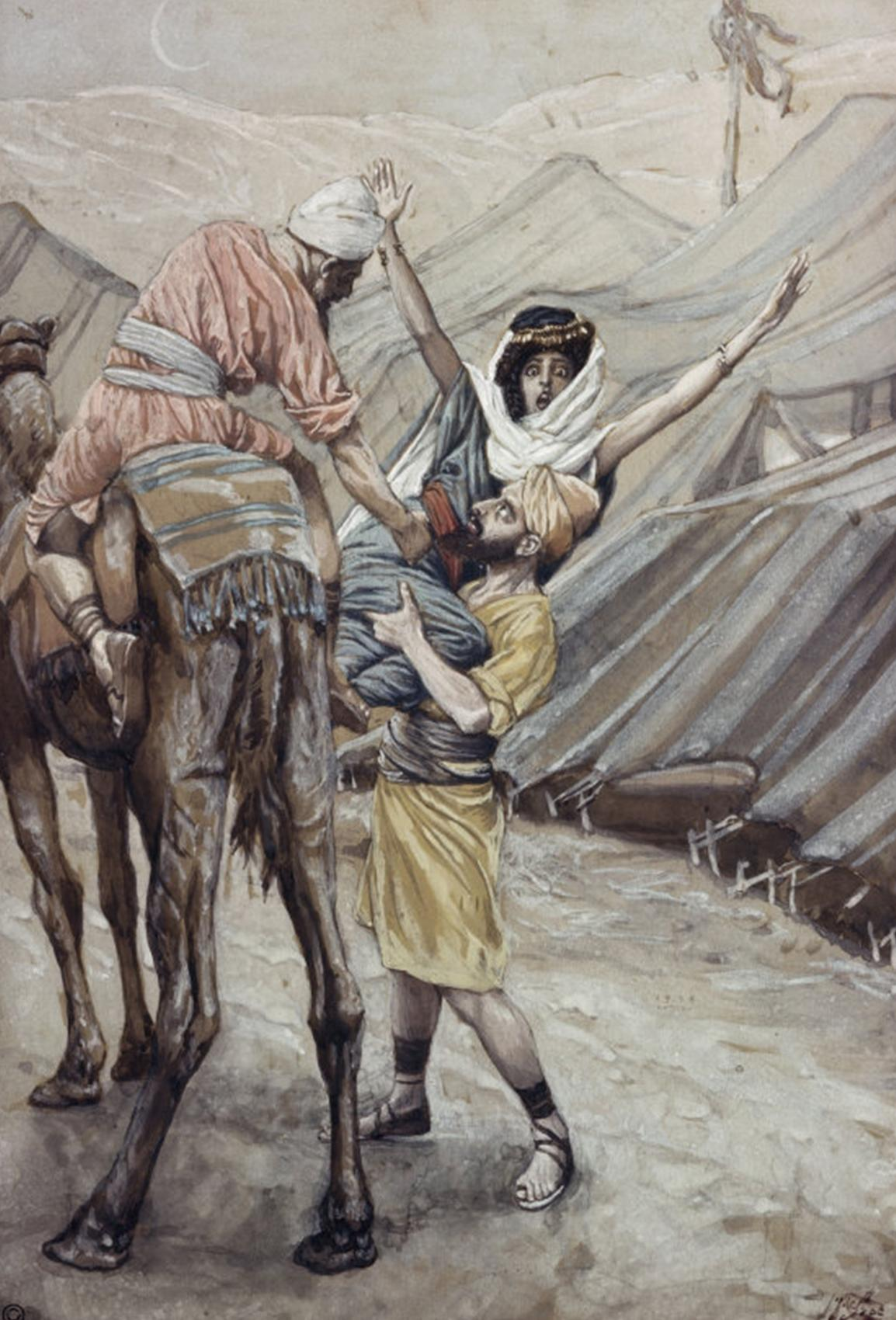
Il rapimento di Dinah, (acquerello circa 1896–1902 di James Tissot)

Il sequestro di persona, nel diritto penale, è il trasporto/asportazione e confinamento illegale di una persona contro la sua volontà.
Il rapimento può avere diverse finalità: la più frequente è per chiedere un riscatto in cambio del rilascio della vittima (ad esempio l'Anonima sequestri sarda); alcuni regimi autoritari usano il rapimento per far scomparire gli oppositori politici (ad esempio i Desaparecidos); i terroristi possono usarlo per uno scambio di ostaggi; la criminalità può usarlo per sfruttamento sessuale (ad esempio Rapimento di Colleen Stan) o lavorativo (ad esempio la Tratta di esseri umani). Esiste anche l'uso del matrimonio forzato, detto anche matrimonio per rapimento.
Può essere accompagnato da lesioni corporali che elevano il crimine a rapimento aggravato. Il rapimento di un bambino è noto anche come rapimento di minori, e queste sono talvolta categorie legali separate.

## Descrizione
In alcuni Stati del mondo, il rapimento è un mezzo che è stato utilizzato per ottenere schiavi e denaro attraverso il riscatto. In tempi meno recenti, i rapimenti sotto forma di shanghai (termine slang per "coercizione") furono usati nel XIX secolo per fornire marinai a navi mercantili, con modalità che la legge considerava lavoro forzato.I rapimenti di bambini sono generalmente compiuti da un genitore contro i desideri di un altro genitore o tutore. I rapimenti di adulti sono spesso per riscatto o per costringere qualcuno a ritirare denaro da un bancomat, ma possono essere anche effettuati per stupro. È anche una delle fonti attraverso cui le organizzazioni terroristiche ottengano finanziamenti. L'articolo di Perri, Lichtenwald e MacKenzie identificava il rapimento di tipo "tiger" ("tigre") come un metodo specifico utilizzato dal Real Irish Republican Army o dal Continuity Irish Republican Army, tramite il quale un membro della famiglia del sequestrato era utilizzato per costringere qualcuno a sottrarre denaro al proprio datore di lavoro.
Si è stimato che le bande criminali incassino fino a 500 milioni di dollari all'anno dai riscatti per rapimento.

## Terminologia
- Il rapimento della sposa è un termine spesso usato in modo vago, per indicare qualsiasi sposa "rapita" contro la volontà dei propri genitori, pur disposta a sposare il "rapitore". È tuttora un'usanza abituale tra alcuni popoli nomadi dell'Asia centrale. Si è vista una rinascita in Kirghizistan dalla caduta dell'Unione Sovietica con conseguente cancellazione dei diritti delle donne.[5]
- Il sequestro lampo è un metodo di abduzione utilizzato in alcuni paesi, principalmente dell'America Latina,[6] in cui viene richiesto un piccolo riscatto, che un'azienda o una famiglia possono facilmente pagare.
- Il rapimento "tiger" (tigre) consiste nel prendere in ostaggio qualcuno per costringere una persona cara o un collaboratore della vittima a commettere qualcosa: ad esempio un bambino preso in ostaggio per costringere il negoziante ad aprire la cassaforte. Il termine deriva dalla precedente analisi solitamente lunga, nello stesso modo in cui una tigre scruta pazientemente l'ambiente per catturare la sua preda.

## Nel mondo

### Australia
In Australia, il rapimento è considerato un reato, come definito sia dalla legge di Stato che dal Codice penale del Commonwealth. È un reato grave, punibile con la reclusione fino a 14 anni.

### Canada
Un rapimento che non provoca un omicidio è un reato ibrido che ha come massima pena l'ergastolo (18 mesi se è un tentativo di sequestro). Un omicidio derivante dal rapimento è classificato di 1º grado, punito con l'ergastolo (la pena obbligatoria per omicidio ai sensi della legge canadese).

### Italia
In diritto penale, è il delitto che si verifica quando viene ritardata la libertà di un individuo, comma previsto dall'art. 605 del Codice Penale che recita:
1. in danno di un ascendente, di un discendente o del coniuge
2. da un pubblico ufficiale con abuso dei poteri inerenti alle sue funzioni
Se il fatto di cui al primo comma è commesso in danno di un minore, si applica la pena della reclusione da tre a dodici anni. Se il fatto è commesso in presenza di taluna delle circostanze di cui al secondo comma, ovvero in danno di minore di anni quattordici o se il minore sequestrato è condotto o trattenuto all'estero, si applica la pena della reclusione da tre a quindici anni. Se il colpevole cagiona la morte del minore sequestrato si applica la pena dell'ergastolo.
Le pene previste dal terzo comma sono altresì diminuite fino alla metà nei confronti dell'imputato che si adopera concretamente:
  1. affinché il minore riacquisti la propria libertà;
  2. per evitare che l'attività delittuosa sia portata a conseguenze ulteriori, aiutando concretamente l'autorità di polizia o l'autorità giudiziaria nella raccolta di elementi di prova decisivi per la ricostruzione dei fatti e per l'individuazione o la cattura di uno o più autori di reati;
  3. per evitare la commissione di ulteriori fatti di sequestro di minore;[11]

nel caso in cui il fatto è commesso:
3. da persona sottoposta a misure preventive
4. ai danni di un soggetto internazionalmente protetto[12]

»
È prevista un'ipotesi delittuosa speciale, qualora tale fattispecie di reato venga effettuata al fine di averne un profitto: il sequestro di persona a scopo di estorsione. Sono inoltre previste altre due fattispecie speciali: sequestro di persona per finalità terroristiche o eversive (art. 289 bis) e sequestro di persona a scopo di coazione (art. 289 ter). Le tre fattispecie speciali prevedono pene molto più severe.

### Paesi Bassi
L'articolo 282 vieta il trattenere in ostaggio (e il "rapimento" rientra in questa fattispecie). La parte 1 dell'articolo 282 consente la condanna dei sequestratori alla reclusione massima di 8 anni o un'ammenda della quinta categoria. La parte 2 consente la reclusione massima di 9 anni o un'ammenda della quinta categoria in caso di lesioni gravi. La parte 3 consente la reclusione massima di 12 anni o un'ammenda della quinta categoria se la vittima è stata uccisa. La parte 4 consente di condannare le persone che collaborino al rapimento (come proporre o rendere disponibile il luogo in cui la vittima verrà tenuta in ostaggio). Le parti 1, 2 e 3 si applicheranno anche a questi ultimi.

### Regno Unito
Il rapimento è un reato ai sensi della legge comune in Inghilterra e Galles. Lord Brandon disse nel 1984 R v D:
1. prendere o trasportare una persona per mezzo di un'altra;
2. con la forza o la truffa;
3. senza il consenso della persona in questione;
4. e senza scuse lecite.[17][18][19]»

In tutti i casi di rapimento di bambini, dove si presume che un bambino sia stato rapito, è l'assenza del consenso di quel bambino che è materiale di accusa. Questo è il caso indipendentemente dall'età del bambino. Un bambino molto piccolo non avrà la comprensione o l'intelligenza per acconsentire. Ciò significa che l'assenza di consenso sarà una deduzione necessaria in base all'età del bambino. È una questione di fatto per la giuria se un bambino più grande ha comprensione e intelligenza sufficienti per acconsentire. Lord Brandon ha dichiarato: "Non dovrei meravigliarmi per niente che una giuria sia capace di giudicare se un bambino di età inferiore ai quattordici anni abbia la comprensione e intelligenza sufficienti per dare il proprio consenso". Se il bambino (che sia in grado di farlo) ha acconsentito all'essere preso o portato via, è irrilevante il fatto che la persona che lo abbia in custodia, in cura e controllo non abbia acconsentito al fatto che quel bambino debba essere preso o portato via. Se, d'altra parte, il minore non ha acconsentito, il consenso della persona che detiene la custodia, la cura e il controllo del minore può sostenere una difesa con scuse lecite. È conosciuta come la "Gillick competence".
Per quanto concerne la restrizione all'accusa, non può essere avviata alcuna azione legale, tranne da parte o con il consenso del Director of Public Prosecutions, per un reato di sequestro di persona se commesso contro un minore di età inferiore ai sedici anni e da una persona collegata al minore, ai sensi della sezione 1 del Child Abduction Act 1984. Il rapimento è un reato esclusivamente perseguibile. Il rapimento è punibile con reclusione o multa a discrezione del tribunale. Non vi è alcun limite all'ammenda o alla pena detentiva che potranno essere inflitte a condizione che la pena non sia eccessiva.
Un genitore dovrebbe essere perseguito per il rapimento del proprio figlio solo "in casi eccezionali, in cui la condotta del genitore in questione è così grave che una persona normale e razionale lo considererebbe immediatamente e senza esitazione di natura criminale".

### Stati Uniti
La legge negli Stati Uniti deriva dalla common law inglese. In seguito al rapimento Lindbergh che suscitò grande clamore nel 1932, il Congresso approvò il Federal Kidnapping Act, che autorizzò l'FBI a indagare sul rapimento dal momento che l'FBI si stava espandendo fisicamente e come poteri. Il fatto che una vittima rapita possa essere stata condannata oltre i confini statali collocava il crimine nell'ambito del diritto penale federale.
La maggior parte degli stati riconosce diversi tipi di rapimento e li punisce di conseguenza. New York, ad esempio, definisce il rapimento di primo grado in base alla durata e lo scopo. Ci sono diversi deterrenti al reato di rapimento negli Stati Uniti d'America. Tra questi ci sono:
1. Le sfide logistiche estreme coinvolte nello scambio riuscito dei soldi per il ritorno della vittima senza essere catturati o esaminati.
2. Punizione dura. I rapitori condannati devono affrontare lunghe pene detentive. Se una vittima viene portata oltre i confini statali, si possono aggiungere anche accuse federali.
3. Buona cooperazione e condivisione delle informazioni tra le forze dell'ordine e strumenti di diffusione delle informazioni al pubblico (come il sistema di allerta AMBER).

Un noto esempio fallito di rapimento per riscatto fu il sequestro di un autobus a Chowchilla nel 1976, in cui 26 bambini furono sequestrati con l'intenzione di ottenere un riscatto di 5 milioni di dollari. I bambini e l'autista fuggirono da un furgone sotterraneo senza l'aiuto delle forze dell'ordine. Secondo il Dipartimento di Giustizia, i sequestri rappresentano il 2% di tutti i reati violenti verso i minori.
Dagli anni '90 in poi, una banda operante a New York e nel New Jersey fu coinvolta nel sequestro e tortura di mariti ebrei allo scopo di costringerli a concedere ghittin (divorzi religiosi) alle loro mogli. Il 9 ottobre 2013 sono stati finalmente arrestati, in congiunzione col complotto per tortura da divorzio avvenuto ad Edison.
Durante il 1999 negli Stati Uniti, 203.900 bambini sono stati segnalati come vittime di rapimenti familiari e 58.200 come non familiari. Tuttavia, solo 115 erano il risultato di rapimenti "stereotipati" (da parte di sconosciuti o di semi-sconosciuti, detenuti in modo permanente o per riscatto).
Secondo un rapporto sulla violenza domestica del 2003 in Colorado, in base a un sondaggio condotto su 189 incidenti, la maggior parte delle persone (di solito donne bianche) viene prelevata dalle proprie case o dal proprio domicilio dall'attuale coniuge o ex o simili. Di solito vengono catturati con la forza, a mano non armata, e nella maggior parte dei casi le vittime non vengono ferite quando vengono liberate.
Nel 2009, a Phoenix, in Arizona, sono stati riportati oltre 300 casi di rapimento, molti dei quali secondo le successive indagini sui tabulati si è scoperto fossero stati falsificati dalla polizia di Phoenix Se fosse vero, questo sarebbe stato il tasso più alto tra le città degli Stati Uniti e il secondo in tutto il mondo solo a Città del Messico. In genere l'aumento dei rapimenti negli Stati Uniti sudoccidentali è stato attribuito all'errata classificazione da parte della polizia locale, alla mancanza di uno standard unificato, al desiderio di sovvenzioni federali o alla guerra messicana contro la droga.
Nel 2009, il Los Angeles Times ha intitolato Phoenix, come la capitale dei sequestri in America, asserendo che ogni anno si verificano centinaia di sequestri per riscatto, praticamente tutti all'interno delle associazioni malavitose attraverso il traffico di esseri umani e droga dal Messico, e spesso eseguiti per raccogliere debiti non pagati. Tuttavia, a seguito di una successiva verifica da parte dell'ispettore generale del Dipartimento di Giustizia degli Stati Uniti sono stati rilevati solo 59 rapimenti segnalabili a livello federale nel 2008, rispetto alle oltre 300 richieste di domande per sovvenzione.
Nel 2010 gli Stati Uniti sono stati classificati al sesto posto nel mondo (in numero assoluto, non pro capite) per rapimento per riscatto, dopo Colombia, Italia, Libano, Perù e Filippine secondo le statistiche disponibili.

## Dati statistici

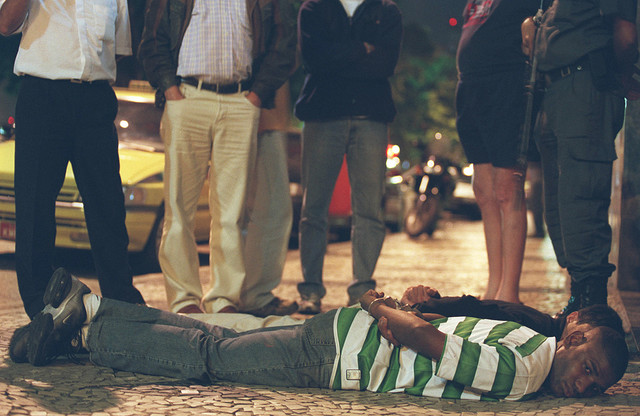
Rapitori arrestati a Rio de Janeiro in Brasile, stesi per terra

|    | 1999           | 2006       | 2014        |
| -- | -------------- | ---------- | ----------- |
| 1  | Pakistan       | Pakistan   | Pakistan    |
| 2  | Messico        | Iraq       | India       |
| 3  | Brasile        | India      | Messico     |
| 4  | Filippine      | Sudafrica  | Iraq        |
| 5  | Venezuela      | Brasile    | Nigeria     |
| 6  | Ecuador        | Messico    | Libia       |
| 7  | Russia and CIS | Ecuador    | Afghanistan |
| 8  | Nigeria        | Venezuela  | Bangladesh  |
| 9  | India          | Colombia   | Sudan       |
| 10 | Sudafrica      | Bangladesh | Libano      |

### Paesi con tasso più elevato
Ad oggi il sequestro di persona per riscatto è un avvenimento piuttosto comune in svariate zone dell'emisfero e alcuni paesi e città ottengono spesso la nomea di "capitale mondiale del sequestro". A partire dal 2007, quel titolo appartiene all'Iraq con circa 1.500 stranieri rapiti. Nel 2004 è stato il Messico e nel 2001 la Colombia. I dati statistici sono sempre più difficili da esaminare. I rapporti suggeriscono un totale mondiale di 12.500-25.500/anno con 3.600/anno in Colombia e 3.000/anno in Messico attorno al 2000. Tuttavia, dal 2016, il numero di rapimenti in Colombia era sceso a 205 e sta continuando a diminuire. Non è semplice confermare i dati messicani a causa del timore degli agenti in un possibile loro coinvolgimento nel rapimento. "I sequestri sembrano proliferare soprattutto negli stati fragili e nei paesi in conflitto, poiché le milizie motivate politicamente, la criminalità organizzata e il circuito della droga colmano il vuoto lasciato dal governo".

### Pirateria
I sequestri di persona in alto mare vanno aumentando in correlazione con la pirateria. È stato segnalato che 661 membri di equipaggi sono stati presi in ostaggio e 12 rapiti nei primi 9 mesi del 2009.

## Testi normativi
- Codice Penale